# Villa Fontallerta
Villa Fontallerta o La Fiaccherella si trova nel viale Augusto Righi, 60 a Firenze. Posta alle pendici della collina di Camerata gode una notevole vista sulla città.

## Storia
Nel XIV secolo il ricco mercante fiorentino Filippo di Niccolò Cornacchini possedeva in questo sito collinare un "palagio", dove era solito recarsi in compagnia. Nel cortile della villa il Boccaccio ambientò la novella con Calandrino, Buffalmacco e la bella Niccolosa (IX, 5).
Il cortile è oggi scomparso, ma restano tracce del pozzo nei sotterranei della villa, mentre si può vedere ancora oggi un affresco del Cristo del Trecento.
Nel 1427 il palazzo viene già citato come "di Fontallerta", nella denuncia di Agnolo di Zanobi Gaddi denuncia una casa da signore in Camerata alla decima fiorentina. I Gaddi possedettero la villa per circa tre secoli e commissionarono vari ampliamenti e abbellimenti, tra i quali gli affreschi di alcuni grandi pittori appartenuti proprio alla famiglia (come Taddeo o Agnolo).
Un intervento significativo si ebbe nel tardo Cinquecento, quando sul lato sud-est venne aggiunta la loggia, oggi facente parte della nuova facciata. L'attribuzione del progetto viene ascritta all'Ammannati. La posizione venne scelta per consentire un affaccio diretto sul giardino, digradante verso valle.
Nel Settecento il marchese Sinibaldo fece ricavare al posto del cortile un ampio salone da ballo. Sulla parete che chiuse l'unico lato aperto del cortile venne realizzata la nuova facciata, che si raccordò alla loggia.

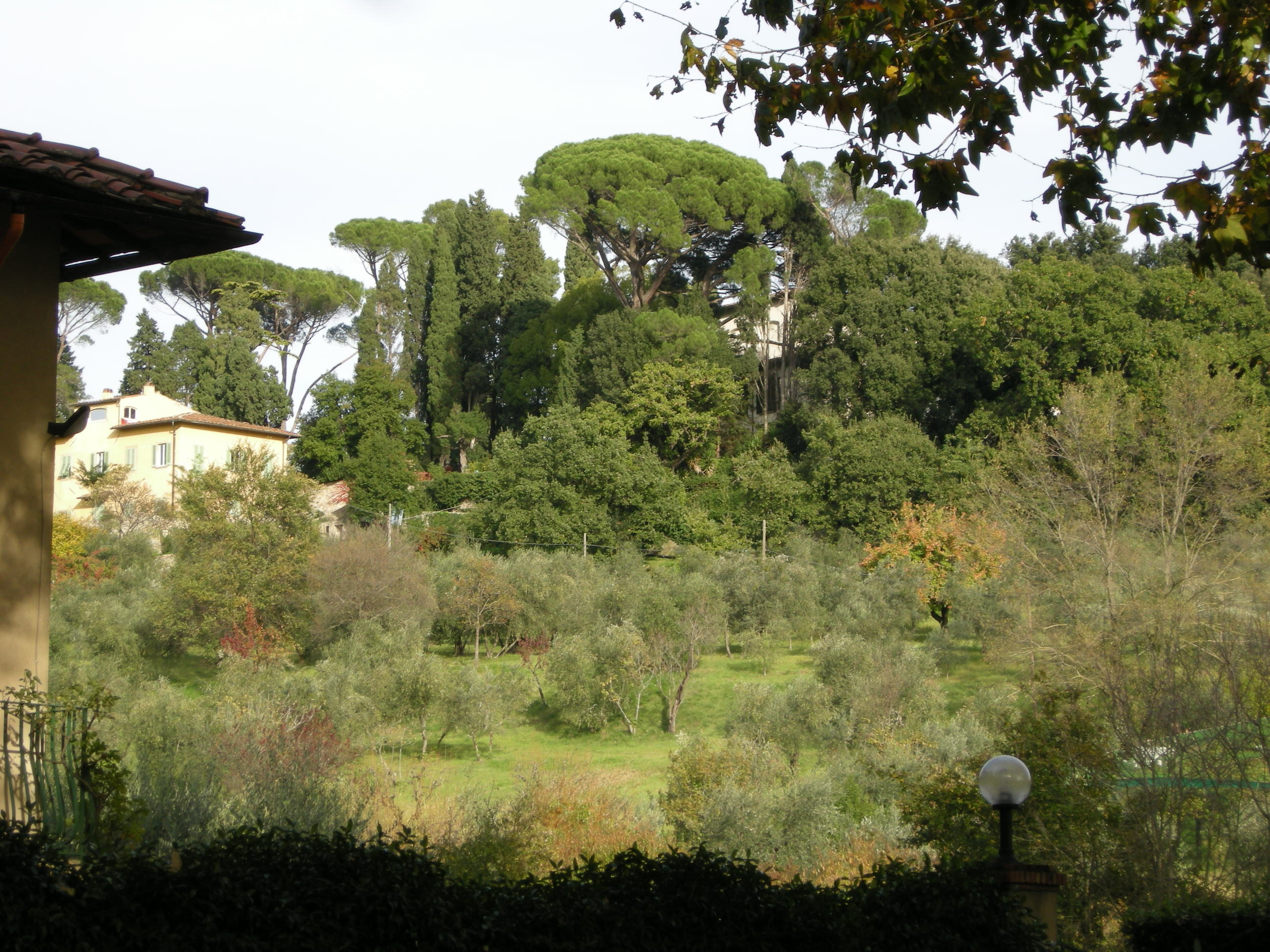
La collina di Fontallerta con la villa al centro

L'ultima aggiunta all'edificio, dotato ormai di volumetria compatta, fu la realizzazione nel XIX secolo dell'edificio longitudinale lungo la facciata est, da usare come stalla-scuderia al pian terreno e come alloggio della servitù al primo piano.
Nel 1850 la villa passò al conte Pasolini, che fece realizzare il nuovo ingresso tramite viale alberato sul viale Augusto Righi e il parco di gusto romantico attorno alla villa. Col nuovo accesso la via di Camerata perse l'utilità e fu chiusa fino a villa La Fiaccherella (una dépendance della villa principale), da dove venne fatta partire la nuova via Lapo Gianni che arriva fino a San Domenico di Fiesole. Dell'antico percorso restano tuttora visibili alcuni resti nel muro di cinta a lato del giardino.
Oggi la villa è di proprietà degli eredi dei Pasolini.

## Architettura
La villa ha la forma di un parallelepipedo compatto, al quale è annesso l'edificio longitudinale della scuderia sul lato nord-est. L'edificio principale si eleva per due piani, più uno scantinato. 
Il prospetto nord, che guarda verso Fiesole, ha mantenuto l'aspetto più antico e semplice, risalente al Cinquecento e un tempo orientato verso la strada principale, che arrivava dalla via di Camerata e che nascondeva sul retro una struttura a "U" col già citato cortile centrale.
Il prospetto sud invece fu costruito a partire dalla loggia cinquecentesca, che andò ad affiancare la cappella di famiglia e che è caratterizzata da una doppia arcata a tutto sesto coperta da volte a crociera. Oggi questo è l'ingresso principale, nonostante le piccole scale di accesso rivelino la sua originaria funzione secondaria. La facciata tardo-barocca riprese gli elementi della loggia manierista, andando a creare un nuovo prospetto sul giardino all'italiana. Oggi qui si trovano due grandi palme che in parte nascondono la facciata.
All'interno la disposizione degli ambienti è centrata sul salone da ballo a doppio volume, decorato riccamente da stucchi e con un doppio ordine di aperture, in parte reali, in parte dipinte. Un ballatoio cinge tutta la sala all'altezza del secondo ordine, dove immette anche la galleria del primo piano che giunge fino alla facciata "nuova".